# Gabriele Procida
Gabriele Procida (* 1. Juni 2002 in Como) ist ein italienischer Basketballspieler, der für Real Madrid in der Liga ACB und EuroLeague spielt.

## Jugend
Procida spielte in der Jugend für Pallacanestro Cantù in Italien. Für Stella Azzurra Rom und Virtus Bologna lief er im Nachwuchsturnier der EuroLeague (Next Generation Tournament) auf. In sieben Spielen erzielte er 6,6 Punkte im Schnitt und traf 41,7 % seiner Zweipunktewürfe und 22,6 % von der Dreipunktelinie.

## Karriere
Am 13. Oktober 2019 feierte Procida in einem Spiel gegen Reyer Venezia im Alter von 17 Jahren sein Debüt für Pallacanestro Cantù in Italiens höchster Spielklasse. In der Saison 2019/20 der Lega Basket Serie A erzielte Procida in sieben Spielen bei durchschnittlich 4 Minuten Einsatzzeit im Mittel 1,3 Punkte.
Am 19. Juni 2020 unterschrieb er einen Vierjahresvertrag mit Cantù. In der Saison 2020/21 bestritt Procida in 29 Spielen für Cantù und legte dabei durchschnittlich 6,7 Punkte und 2,5 Rebounds auf. Am 24. Januar 2021 wurde er (hinter Luigi Datome und Carlos Delfino) mit 18 Jahren, sieben Monaten und 23 Tagen zum drittjüngsten Spieler der Ligageschichte, der mindestens 24 Punkte erzielte.
Am 30. Mai 2021 gab Procida seine Teilnahme am NBA Draft 2021 bekannt, er zog diese allerdings noch zurück und spielte weiter in seinem Heimatland.
Mit dem Abstieg von Pallacanestro Cantù in die Serie A2 verließ Procida den Verein und unterschrieb bei Fortitudo Bologna in der Lega A. In seiner letzten Saison in der italienischen Liga konnte Procida seine Werte weiter steigern und beendete die Saison mit Mittelwerten von 7,0 Punkten 3,0 Rebounds je Begegnung.
Procida nahm am 23. Juni 2022 am NBA Draft 2022 teil. An 36. Stelle wurde er von den Portland Trail Blazers ausgewählt, jedoch unmittelbar danach im Rahmen eines Spielertauschs, der auch Jerami Grant umfasste, an die Detroit Pistons abgegeben.
Am 8. Juli 2022 gab Alba Berlin die Verpflichtung von Procida ab der Saison 2022/23 bekannt. Procida unterschrieb einen Dreijahresvertrag in der deutschen Hauptstadt. Mit seinem Wechsel zu Alba Berlin spielte Procida in der Saison 2022/23 erstmals auch in Europas bester Basketballliga, der EuroLeague.
Die EuroLeague gab am 16. Februar 2023 bekannt, dass Procida zu den Kandidaten für den EuroLeague Rising Star Award zählte. Der Preis zeichnet den besten Spieler der Saison unter 22 Jahren aus. 2023 gewann Yam Madar die Auszeichnung. Nach einer starken zweiten Saison in der EuroLeague (2023/24) mit Mittelwerten von 8,3 Punkten und 1,4 Steals folgte Procida auf Yam Madar und gewann den EuroLeague Rising Star Award 2024. Er war der erste Spieler in der Geschichte von Alba Berlin und der dritte Italiener, der diese Auszeichnung erhielt.
Im Sommer 2025 wechselte Procida in die spanische Liga ACB, wo er beim regierenden Meister Real Madrid einen Dreijahresvertrag unterzeichnete.

### NBA-Rechte
Nach den Portland Trail Blazers und Detroit Pistons liegen die NBA-Rechte an Procida mittlerweile bei den Utah Jazz. Diese wurden am 8. Februar 2024 zusammen mit Kevin Knox II im Austausch für Simone Fontecchio an die Utah Jazz abgetreten.

## Nationalmannschaft
Procida spielte für Italiens Jugendnationalmannschaften bei der U16-Europameisterschaft 2018 in Serbien und bei der U18-Europameisterschaft 2019 in Griechenland. 2018 belegte er mit Italien den zwölften Platz, er erzielte im Durchschnitt 13,1 Punkte, 4,6 Rebounds und 2,3 Assists. 2019 belegte Italien den neunten Platz und Procida erzielte dabei im Durchschnitt 10,1 Punkte und 2,9 Rebounds.
Am 19. Februar 2021 gab Procida sein Debüt in der italienische A-Nationalmannschaft. In dem EM-Qualifikationsspiel gegen Estland kam er fünf Minuten zum Einsatz.
Procida nahm an der Weltmeisterschaft 2023 in Indonesien, Japan und den Philippinen teil und erreichte mit Italien das Viertelfinale.

## Statistik

### EuroLeague
| Year    | Team        | Sp. | S | MPS  | 2FG% | 3P%  | FT%  | RPS | APS | SPS | BPS | PPS | PIR |
| ------- | ----------- | --- | - | ---- | ---- | ---- | ---- | --- | --- | --- | --- | --- | --- |
| 2022–23 | Alba Berlin | 27  | 4 | 14.5 | .610 | .240 | .750 | 1.8 | 0.5 | 0.5 | 0.3 | 5.8 | 4.0 |
| 2023–24 | Alba Berlin | 25  | 3 | 17.5 | .582 | .290 | .750 | 1.6 | 0.9 | 1.4 | 0.4 | 8.3 | 8.0 |
| 2022–   | Karriere    | 52  | 7 | 16.0 | .593 | .267 | .750 | 1.7 | 0.7 | 0.9 | 0.3 | 7.0 | 6.0 |

### Nationale Ligen
| Year    | Team                | Liga | Sp. | MPS  | 2FG% | 3P%  | FT%  | RPS | APS | SPS | BPS | PIR |
| ------- | ------------------- | ---- | --- | ---- | ---- | ---- | ---- | --- | --- | --- | --- | --- |
| 2019–20 | Pallacanestro Cantù | LBA  | 7   | 4.0  | .429 | .500 | -    | 0.4 | 0.0 | 0.0 | 0.0 | 0.9 |
| 2020–21 | Pallacanestro Cantù | LBA  | 29  | 15.7 | .458 | .419 | .630 | 2.4 | 0.6 | 0.4 | 0.1 | 6.4 |
| 2021–22 | Fortitudo Bologna   | LBA  | 26  | 18.5 | .522 | .383 | .784 | 3.0 | 0.7 | 0.8 | 0.3 | 8.6 |
| 2022–23 | Alba Berlin         | BBL  | 24  | 17.5 | .400 | .271 | .800 | 2.8 | 0.8 | 0.9 | 0.2 | 6.4 |
| 2023–24 | Alba Berlin         | BBL  | 13  | 17.0 | .475 | .405 | .791 | 1.5 | 1.4 | 1.2 | 0.1 | 8.5 |
| 2019-   | Karriere            | /    | 99  | 14.5 | .456 | .395 | .751 | 2.0 | 0.7 | 0.6 | 0.1 | 6.1 |